# Agricultura intensiva

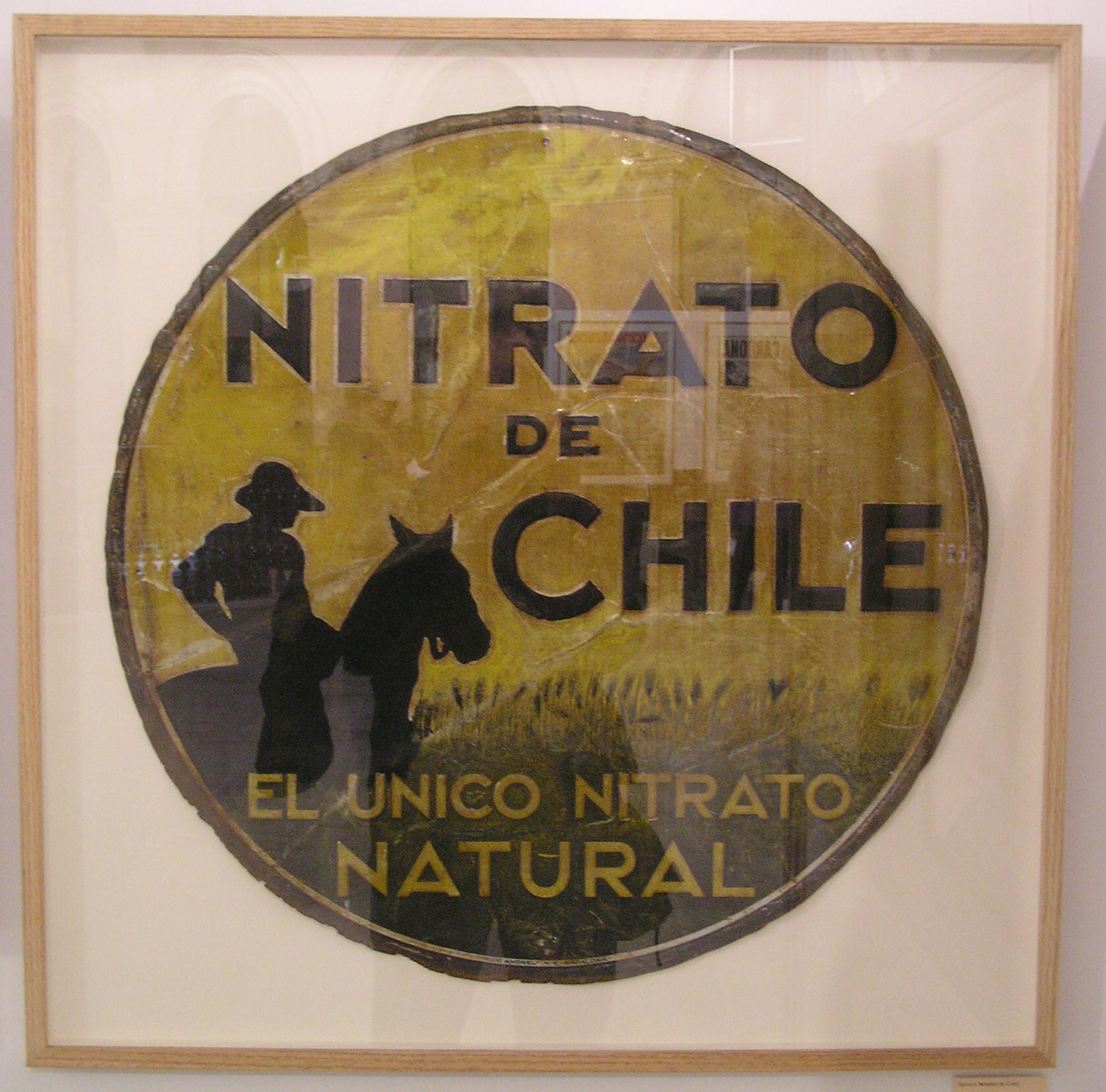
Publicitat del Nitrat de Xile.

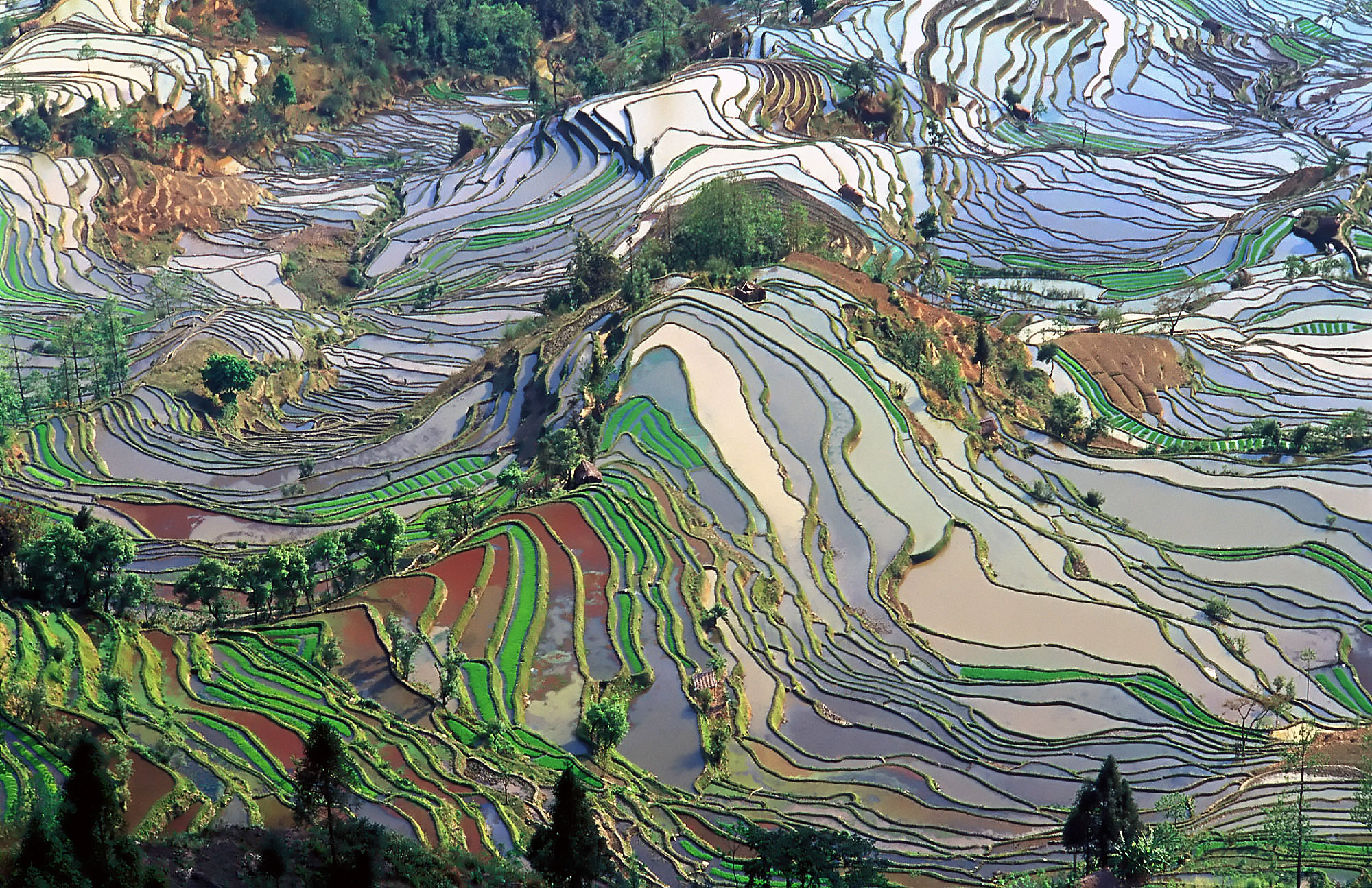
Camps de feixes per arròs a Yunnan, Xina.

L'agricultura intensiva o conreu intensiu és un sistema de producció agrícola-ramader caracteritzat pels alts inputs de capital, i de treball o l'alt ús de tecnologies com agroquímics (plaguicides, fertilitzants, llavors seleccionades, etc.) amb relació a la unitat de superfície de terra o al nombre d'animals, en contrast amb moltes formes d'agricultura sostenible tals com l'agricultura ecològica o l'agricultura extensiva, les quals impliquen una relativament baixa incorporació de materials i treball. La producció agrícola en l'àmbit mundial es va doblar 4 vegades entre 1820 i 1975 per alimentar una població mundial de 1.000 milions de persones el 1800 i 6.500 milions el 2002. Les formes modernes d'agricultura intensiva si bé han incrementat els rendiments han estat font de contaminació difusa.
Per explicar el fenomen de la intensificació de l'agricultura, cal tenir present que el que ha passat a les dècades dels 80 i 90, no es considera una intensificació en si mateixa, sinó un canvi de model dins del propi fenomen de la intensificació de la agricultura. Un exemple podria ser l'etapa coneguda com la «revolució verda», ja que representa un canvi d'escala dins de la pròpia agricultura extensiva.
També es pot parlar de l'agricultura intensiva en medis ecològics, com el mètode del “bancal profund”. Aquest mètode no és perjudicial per al medi ambient i és conegut com a «agricultura intensiva», però a causa de la seva costosa mecanització és utilitzat en petits horts de tipus escolar o familiar.

## Història

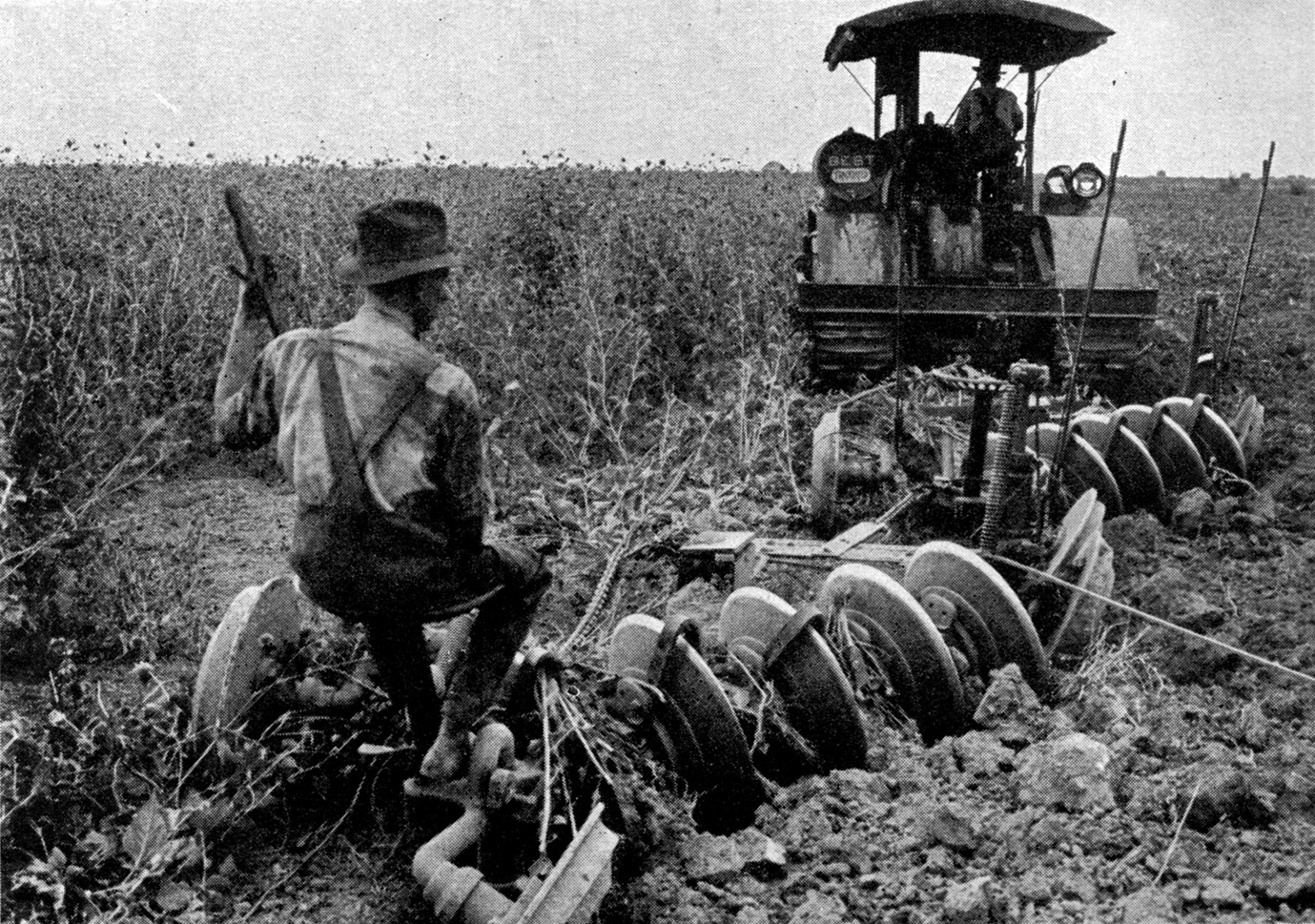
Imatge de principis del d'un tractor llaurant un camp d'alfals.

El desenvolupament agrícola a Gran Bretanya entre el segle xvi i mitjan del segle xix va suposar un enorme augment de la productivitat agrícola i de la producció neta. Això, alhora, va contribuir a un creixement demogràfic sense precedents, alliberant un percentatge important de la mà d'obra, i ajudant així a possibilitar la Revolució Industrial. Els historiadors van citar el cercament, la mecanització, la rotació de cultius en quatre camps i la cria selectiva com les innovacions més importants.
L'agricultura industrial va sorgir amb la revolució industrial. A principis del segle xix, les tècniques agrícoles, les eines, les reserves de llavors i les cultivars havien millorat tant que el rendiment per unitat de terra era moltes vegades superior al vist en la Edat Mitjana.
La primera fase va suposar un procés continu de mecanització. La maquinària tirada per cavalls, com la recol·lectora McCormick, va revolucionar la collita, mentre que invents com la desmotadora de cotó van reduir el cost del processament. Durant aquest mateix període, els agricultors van començar a utilitzar trilladores i tractors impulsats per vapor. En 1892, es va desenvolupar amb èxit el primer tractor impulsat per gasolina, i en 1923, el Farmall d'International Harvester es va convertir en el primer tractor polivalent, marcant un punt de inflexió en la substitució dels animals de tir per màquines. A continuació es van desenvolupar recol·lectores mecàniques, sembradores, trasplantadores i altres equips, que van revolucionar encara més l'agricultura. Aquests invents van augmentar el rendiment i van permetre als agricultors individuals gestionar explotacions cada cop més grans.
La identificació del nitrogen, el fòsfor i el potassi (NPK) com a factors crítics per al creixement de les plantes va conduir a la fabricació de fertilitzants sintètics, augmentant encara més el rendiment dels cultius. En 1909, es va demostrar per primera vegada el mètode Haver-Bosch per sintetitzar nitrat d'amoni. Els fertilitzants NPK van estimular les primeres preocupacions sobre l'agricultura industrial, a causa de la preocupació que venien amb efectes secundaris com la compactació del sòl, l'erosió del sòl, i la disminució de la fertilitat del sòl en general, juntament amb les preocupacions de salut sobre els productes químics tòxics que entren en el subministrament d'aliments.
El descobriment de les vitamines i el seu paper en la nutrició, en les dues primeres dècades del segle xx, va donar lloc als suplements vitamínics, que en la dècada de 1920 van permetre que part del bestiar es criés sota sostre, reduint la seva exposició als elements naturals adversos.
Després de la Segona Guerra Mundial, l'ús de fertilitzants sintètics va augmentar ràpidament.
El descobriment de antibiòtics i vacunes va facilitar la cria de bestiar en reduir les malalties. Els avenços en la logística i la refrigeració, així com en la tecnologia de processament, van fer factible la distribució a llarga distància. La gestió integrada de plagues és el mètode modern per minimitzar l'ús de plaguicides a nivells més sostenibles.
Hi ha preocupació per la sostenibilitat de l'agricultura industrial, i pels efectes mediambientals dels fertilitzants i pesticides, cosa que ha donat lloc al moviment orgànic. i ha creat un mercat per a l'agricultura intensiva sostenible, així com finançament per al desenvolupament de tecnologia apropiada.

## Característiques

### Requeriments
Cal fort ús d'energia solar i de combustibles com el petroli i derivats; s'apliquen productes químics com els fertilitzants tractats o els plaguicides. Les característiques de l'agricultura intensiva són:
- Alta productivitat de la terra.
- Utilització d'un únic tipus de llavors per al cultiu.
- Localització en planes amb terres rics en nutrients.
- Utilització de molta mà dobra humana.
- Utilització de plaguicides i fitosanitaris contra insectes o fongs perjudicials per als cultius, encara que és una pràctica que va en disminució a causa de la consolidació dels mètodes de control biològic de plagues.
- Despesa d'enormes quantitats d'energia.

### Avantatges
Té un gran nombre de beneficis:
- Rendiment incrementat per superfície, per persona, i per diners invertits.
- El menor espai pels animals significa menor cost energètic per criar-los i menor preu al consumidor.
- Els animals s'alimenten per al màxim creixement.

### Inconvenients
Altera el medi ambient de diverses formes.
- Limita o destrueix l'hàbitat natural d'animals i plantes i provoca erosió del sòl.
- L'ús de fertilitzants altera la biologia de rius i llacs.[18] El creixement d'algues pel nitrogen afegit per fertilitzar al Golf de Mèxic, per exemple, fan una zona hipòxica deficient en oxigen.
- Els plaguicides generalment maten insectes útils.
- Generalment no és una agricultura sostenible.
- Requereix grans aportacions d'energia
- Contaminació de rius i llacs.
- Efectes negatius en la salut dels aplicadors d'agroquímics i en els consumidors.

#### Feixes i bancals
Les feixes, terrasses o bancals és una antiga forma d'agricultura intensiva que a la vegada lluita contra l'erosió que ocorreria en plantar en terrenys muntanyosos amb alts pendents.

## Reptes
Els desafiaments i problemes de l'agricultura industrial per a la societat, per al sector i per als drets dels animals inclouen els costos i beneficis tant de les pràctiques actuals com dels canvis proposats a aquestes pràctiques. Aquesta és una continuació de milers d‟anys d‟invenció en l‟alimentació de poblacions en creixement.
| « | Quan els caçadors-recol·lectors amb poblacions en creixement van esgotar les existències de caça i aliments silvestres a tot el Pròxim Orient, es van veure obligats a introduir l'agricultura. Però l'agricultura va portar hores de feina molt més llargues i una dieta menys rica que la que gaudien els caçadors-recol·lectors. El major creixement de la població entre els agricultors itinerants de tala i crema va conduir a períodes de guaret més curts, rendiments més baixos i erosió del sòl. Es van introduir l'arada i els fertilitzants per fer front a aquests problemes, però una vegada més van implicar més hores de feina i la degradació dels recursos del sòl. | » |

### Creixement de la població
Molt aproximadament:

Població (estimació) 10000 a. C.–2000 d. C.

- Fa 30.000 anys els caçadors-recol·lectors alimentava 6 milions de persones
- Fa 3.000 anys l'agricultura primitiva alimentava 60 milions de persones
- Fa 300 anys una agricultura més intensiva alimentava 600 milions de persones
- Avui l'agricultura industrial intenta alimentar 8 mil milions de persones

Entre 1930 i 2000, la productivitat agrícola dels EUA (producte dividit per tots els insums) va augmentar en una mitjana del voltant del 2 per cent anual, la qual cosa va provocar que els preus dels aliments disminuïssin. "El percentatge de l'ingrés disponible dels EUA gastat en aliments preparats a la llar va disminuir, del 22 per cent el 1950 al 7 per cent a finals de segle".

### Altres impactes

#### Impacte ambiental
L'agricultura industrial utilitza enormes quantitats d'aigua i energia, la qual cosa cobra sentit atès que la seva productivitat és diverses vegades més gran que la de l'agricultura tradicional. A diferència de l'agricultura tradicional, l'agricultura intensiva és capaç de produir la mateixa quantitat d'aliments utilitzant una quantitat de terra molt menor provocant un esgotament més gran del sòl. Lús intensiu de plaguicides pot generar que les plagues es tornin més resistents a aquests. Les pràctiques agrícoles industrials són un dels principals impulsors de l'escalfament global, i representen entre el 14% i el 28% de les emissions de gasos d'efecte hivernacle netes.
Molts dels efectes negatius de l'agricultura industrial poden sorgir a certa distància dels camps i les granges. Els compostos de nitrogen del Mitjà Oest, per exemple, viatgen pel Mississipí per degradar les pesqueries costaneres al Golf de Mèxic, causant les anomenades zones mortes oceàniques.
Moltes espècies de plantes i animals silvestres s'han extingit a escala regional o nacional i el funcionament dels agroecosistemes s'ha vist profundament alterat. La intensificació agrícola inclou una varietat de factors, inclosa la pèrdua del paisatge, l'augment de la grandària de les granges i els camps i l'augment de l'ús d'insecticides i herbicides. Els agroquímics s'han implicat en el trastorn del col·lapse de colònies, en què desapareixen els membres individuals de les colònies d'abelles. (La producció agrícola depèn en gran manera de les abelles per a pol·linitzar moltes varietats de fruites i verdures).
L'agricultura intensiva crea condicions per al creixement i la transmissió de paràsits que són molt diferents de les que troben els paràsits a les poblacions d'hostes naturals, alterant potencialment la selecció en una varietat de trets, com els trets d'història de vida i la virulència . Alguns brots epidèmics recents han fet ressaltar l'associació amb pràctiques agrícoles intensives. Per exemple, el virus de l'anèmia infecciosa del salmó (ISA) està causant pèrdues econòmiques significatives per a les granges de salmó. El virus ISA és un ortomixovirus amb dos clades diferents, un europeu i un altre nord-americà, que van divergir abans del 1900 (Krossøy et al. 2001). Aquesta divergència suggereix que una forma ancestral del virus estava present als salmònids salvatges abans de la introducció dels salmònids cultivats en gàbies. A mesura que el virus es va propagar per transmissió vertical (de pares a fills)
El monocultiu intensiu augmenta el risc de falles a causa de plagues, clima advers i malalties.

#### Social
Un estudi de l'Oficina d'Avaluació de Tecnologia dels EUA va concloure que, pel que fa a l'agricultura industrial, hi ha una "relació negativa entre la tendència cap a l'augment de la mida de les granges i les condicions socials a les comunitats rurals" en un "nivell estadístic". El monocultiu agrícola pot comportar riscos socials i econòmics.